# Afrikanische Nationenmeisterschaft 2016/Qualifikation
Die Qualifikation zur Afrikanischen Nationenmeisterschaft 2016 fand zwischen Juni und Oktober 2015 statt. Dabei kämpften 42 Nationen um die 15 zu vergebenen Startplätze bei der Afrikanischen Nationenmeisterschaft 2016.
Genau wie in der Endrunde durften auch in der Qualifikation nur Spieler eingesetzt werden, die in der jeweiligen heimischen Liga unter Vertrag standen.

## Modus
Die afrikanischen Fußballnationalmannschaften wurden in sechs Zonen geteilt. Die Zonen „Nord“ und „West A“ erhielten jeweils zwei Startplätze bei der Afrikanischen Nationenmeisterschaft 2016, die anderen vier Zonen jeweils drei Startplätze, wobei in der Zone Zentral-Osten Ruanda als Gastgeber bereits einen Platz beanspruchte.
Als Mannschaft des Gastgeberlandes hatte sich die Ruandische Fußballnationalmannschaft automatisch für die Endrunde qualifiziert. Die FIFA klassifizierte die Spiele als „Freundschaftsspiele“, was Auswirkung auf die Berechnung der FIFA-Weltrangliste hatte, zählte diese Spiele aber dennoch als A-Länderspiele, obwohl nur Spieler aus den heimischen Ligen spielberechtigt waren.

## Nordzone
- Die ersten beiden qualifizierten sich für die Endrunde. Die ersten drei Spiele fanden alle in Casablanca, Marokko statt.

| Pl. | Land     | Sp. | S | U | N | Tore    | Diff. | Punkte |
| --- | -------- | --- | - | - | - | ------- | ----- | ------ |
| 1.  | Marokko  | 4   | 3 | 1 | 0 | 011:300 | +8    | 10     |
| 2.  | Tunesien | 4   | 1 | 1 | 2 | 003:400 | −1    | 04     |
| 3.  | Libyen   | 4   | 1 | 0 | 3 | 001:800 | −7    | 03     |

| 15. Juni 2015 | Marokko  | – | Tunesien | 1:1 (0:1) |
| 18. Juni 2015 | Tunesien | – | Libyen   | 0:1 (0:0) |
| 21. Juni 2015 | Marokko  | – | Libyen   | 3:0 (2:0) |

## Westzone A
- Die beiden Sieger der Qualifikationsrunde qualifizierten sich für die Endrunde.

### Vorrunde
|               | Gesamt |              | Hinspiel | Rückspiel |
| ------------- | ------ | ------------ | -------- | --------- |
| Guinea-Bissau | 2:4    | Mali         | 1:1      | 1:3       |
| Mauretanien   | 4:1    | Sierra Leone | 2:1      | 2:0       |
| Guinea        | 4:2    | Liberia      | 3:1      | 1:1       |
| Senegal       | 4:1    | Gambia       | 3:1      | 1:0       |

### Qualifikationsrunde
|        | Gesamt    |             | Hinspiel | Rückspiel |
| ------ | --------- | ----------- | -------- | --------- |
| Mali   | 3:2       | Mauretanien | 2:1      | 1:1       |
| Guinea | (a)3:3(a) | Senegal     | 2:0      | 1:3       |

## Westzone B
- Die drei Sieger der Qualifikationsrunde qualifizierten sich für die Endrunde.

### Qualifikationsrunde
|         | Gesamt    |                | Hinspiel | Rückspiel |
| ------- | --------- | -------------- | -------- | --------- |
| Ghana   | (a)2:2(a) | Elfenbeinküste | 2:1      | 0:1       |
| Nigeria | 2:0       | Burkina Faso   | 2:0      | 0:0       |
| Niger   | 3:1       | Togo           | 2:0      | 1:1       |

## Zone Zentral-Osten
- Die beiden Sieger der Qualifikationsrunde qualifizierten sich für die Endrunde.

### Vorrunde
|           | Gesamt |         | Hinspiel | Rückspiel |
| --------- | ------ | ------- | -------- | --------- |
| Tansania  | 1:4    | Uganda  | 0:3      | 1:1       |
| Dschibuti | 1:4    | Burundi | 1:2      | 0:2       |
| Äthiopien | 2:0    | Kenia   | 2:0      | 0:0       |

### Qualifikationsrunde
|         | Gesamt |           | Hinspiel | Rückspiel |
| ------- | ------ | --------- | -------- | --------- |
| Uganda  | 4:0    | Sudan     | 2:0      | 2:0       |
| Burundi | 2:3    | Äthiopien | 2:0      | 0:3       |

## Zentralzone
- Die drei Sieger der Qualifikationsrunde qualifizieren sich für die Endrunde.

### Qualifikationsrunde
|                              | Gesamt |                              | Hinspiel | Rückspiel |
| ---------------------------- | ------ | ---------------------------- | -------- | --------- |
| Demokratische Republik Kongo | 6:0    | Zentralafrikanische Republik | 3:0      | 3:0       |
| Kamerun                      | 1:0    | Republik Kongo               | 0:0      | 1:0       |
| Tschad                       | 1:2    | Gabun                        | 0:2      | 1:0       |

## Südzone
- Die drei Sieger der Qualifikationsrunde qualifizierten sich für die Endrunde.

### Vorrunde
|           | Gesamt          |            | Hinspiel | Rückspiel |
| --------- | --------------- | ---------- | -------- | --------- |
| Simbabwe  | 2:0             | Komoren    | 2:0      | 0:0       |
| Lesotho   | (a)1:1(a)       | Botswana   | 0:0      | 1:1       |
| Namibia   | 3:3 (5:6 i. E.) | Sambia     | 2:1      | 1:2       |
| Mosambik  | 9:1             | Seychellen | 5:1      | 4:0       |
| Südafrika | 5:0             | Mauritius  | 3:0      | 2:0       |
| Swasiland | 2:4             | Angola     | 2:2      | 0:2       |

### Qualifikationsrunde
|           | Gesamt |          | Hinspiel | Rückspiel |
| --------- | ------ | -------- | -------- | --------- |
| Simbabwe  | 4:2    | Lesotho  | 3:1      | 1:1       |
| Sambia    | 4:1    | Mosambik | 3:0      | 1:1       |
| Südafrika | 2:3    | Angola   | 0:2      | 2:1       |